# Championnat d'Espagne de football de deuxième division 1944-1945
Navigation
Segunda División 1943-44 Segunda División 1945-46
Le championnat d'Espagne de football de deuxième division 1944-1945 est la 14e édition du championnat. Organisé par la Fédération espagnole de football, le championnat se déroule du 24 septembre 1944 au 20 mai 1945, les barrages de promotion se déroule le 17 juin 1945 et les barrages de relégation se déroule le 24 juin 1945.
La compétition est remportée par le CD Alcoyano, qui devance, l'Hércules CF d'un point. Ces deux clubs sont promus en première division. Alors que le troisième, à savoir le Celta de Vigo, affronte le 12e de première division, lors d'un barrage en match unique sur terrain neutre, pour tenter de les imiter.
L'attaquant espagnol Juan Araujo, du Xerez Club (es), termine meilleur buteur du championnat avec 22 réalisations.

## Règlement de la compétition
La compétition se déroule selon un système de ligue, où les quatorze équipes s'affrontent à deux reprises, une fois à domicile et une fois à l'extérieur, soit un total de vingt-six matches. L'ordre des matches est déterminé par un tirage au sort avant le début de la compétition.
Le classement final est établi sur le nombre des points obtenus lors de chaque rencontre, à raison de deux points par match gagné, un pour un match nul et aucun pour une défaite. Si, à la fin de la première phase, deux équipes ont le même nombre de points, les critères établis par le règlement pour départager les équipes sont les suivants :
1. Les confrontations directes entre les équipes à égalité.
2. Si l'égalité persiste, celle qui a le meilleur coefficient de buts.

En fin de saison, les deux premiers sont promus en première division, tandis que le troisième dispute un barrage de promotion/relégation contre le 12e de première division pour tenter de décrocher leur place dans l'élite. En bas de classement, les deux derniers sont relégués en troisième division, alors que le douzième disputent un barrage de promotion/relégation contre le troisième de la phase de promotion de troisième division afin de tenter de se maintenir.

## Équipes participantes
| \| Alcoyano Baracaldo Betis Celta Ceuta Constancia Cultural Ferrol Hércules Majorque R. Sociedad Santander Saragosse Xerez \| Localisation des clubs engagés dans le championnat. |
| Alcoyano Baracaldo Betis Celta Ceuta Constancia Cultural Ferrol Hércules Majorque R. Sociedad Santander Saragosse Xerez                                                           |

| Clubs                     | Ville                | Stade               |
| ------------------------- | -------------------- | ------------------- |
| CD Alcoyano               | Alcoy                | El Collao           |
| CD Baracaldo Altos Hornos | Baracaldo            | Lasesarre           |
| Real Betis                | Séville              | Heliópolis          |
| Celta de Vigo             | Vigo                 | Balaídos            |
| SD Ceuta (es)             | Ceuta                | Alfonso Murube (es) |
| CD Constancia             | Inca                 | Camp d'Es Cos       |
| Cultural Leonesa          | León                 | La Corredera        |
| Club Ferrol               | Ferrol               | Inferniño           |
| Hércules CF               | Alicante             | Bardín (en)         |
| CD Majorque               | Palma                | Buenos Aires        |
| Real Sociedad             | Saint-Sébastien      | Atocha              |
| Real Santander SD         | Santander            | El Sardinero        |
| Saragosse CF              | Saragosse            | Torrero             |
| Xerez Club (es)           | Jerez de la Frontera | Domecq (es)         |

## Compétition

### Classement
| Rang | Équipe                    | Pts | J  | G  | N | P  | Bp | Bc | GA    |
| ---- | ------------------------- | --- | -- | -- | - | -- | -- | -- | ----- |
| 1    | CD Alcoyano               | 34  | 26 | 13 | 8 | 5  | 57 | 35 | 1,629 |
| 2    | Hércules CF               | 33  | 26 | 15 | 3 | 8  | 55 | 39 | 1,410 |
| 3    | Celta de Vigo R           | 32  | 26 | 14 | 4 | 8  | 65 | 40 | 1,625 |
| 4    | Real Sociedad R           | 31  | 26 | 12 | 7 | 7  | 56 | 34 | 1,647 |
| 5    | Xerez Club (es)           | 29  | 26 | 11 | 7 | 8  | 52 | 50 | 1,040 |
| 6    | Real Santander SD P       | 26  | 26 | 11 | 4 | 11 | 69 | 57 | 1,211 |
| 7    | Saragosse CF              | 26  | 26 | 12 | 2 | 12 | 50 | 53 | 0,943 |
| 8    | Real Betis R              | 26  | 26 | 11 | 4 | 11 | 45 | 47 | 0,957 |
| 9    | SD Ceuta (es)             | 24  | 26 | 10 | 4 | 12 | 40 | 49 | 0,816 |
| 10   | Club Ferrol P             | 24  | 26 | 10 | 4 | 12 | 44 | 68 | 0,647 |
| 11   | CD Majorque P             | 22  | 26 | 9  | 4 | 13 | 44 | 55 | 0,800 |
| 12   | CD Constancia             | 22  | 26 | 9  | 4 | 13 | 42 | 53 | 0,792 |
| 13   | Cultural Leonesa          | 22  | 26 | 10 | 2 | 14 | 41 | 49 | 0,837 |
| 14   | CD Baracaldo Altos Hornos | 13  | 26 | 5  | 3 | 18 | 31 | 62 | 0,500 |

Promotion
- 1er et 2e : promotion en Primera División
- 3e : qualification pour les barrages de promotion

Relégation
- 12e : qualification pour les barrages de relégation
- 13e et 14e : relégation en Tercera División

Abréviations
- R : Relégués de Primera División 1943-1944
- P : Promus de Tercera División 1943-1944

Le 13 mai 1945, le CD Alcoyano est promu, pour la première fois de son histoire en première division, en s'imposant 4 buts à 1 face au Xerez Club (es), jumelé, dans le même temps, à la défaite 3 buts à 1 de l'Hércules CF face au CD Constancia, avant d'être sacré champion, la semaine suivante, le 20 mai 1945, après sa victoire 4 buts à 1 contre le Club Ferrol.

### Résultats
| Résultats (▼dom., ►ext.)                                   | ALC | BAR | BET | CEL | CEU | CON | CUL | FER | HER | MAJ | RSO | SAN | SAR | XER |
| CD Alcoyano                                                |     | 2-0 | 2-2 | 1-0 | 7-0 | 3-1 | 0-0 | 4-1 | 2-2 | 1-1 | 2-1 | 6-1 | 4-1 | 1-1 |
| CD Baracaldo Altos Hornos                                  | 0-1 |     | 3-1 | 3-3 | 0-1 | 0-2 | 2-0 | 2-1 | 1-3 | 4-2 | 2-2 | 0-3 | 3-1 | 2-2 |
| Real Betis                                                 | 1-1 | 3-1 |     | 4-0 | 0-0 | 2-0 | 2-1 | 3-0 | 3-0 | 1-0 | 1-3 | 3-2 | 1-0 | 5-1 |
| Celta de Vigo                                              | 2-2 | 7-2 | 4-0 |     | 2-2 | 4-0 | 3-0 | 4-2 | 5-0 | 4-0 | 1-1 | 2-1 | 3-1 | 6-1 |
| SD Ceuta (es)                                              | 2-3 | 3-0 | 0-2 | 2-1 |     | 2-1 | 0-3 | 2-0 | 4-2 | 5-1 | 1-0 | 0-1 | 4-1 | 1-1 |
| CD Constancia                                              | 4-2 | 1-0 | 1-1 | 0-1 | 3-3 |     | 2-0 | 3-1 | 3-1 | 2-1 | 0-2 | 2-2 | 5-1 | 2-1 |
| Cultural Leonesa                                           | 3-0 | 1-0 | 2-0 | 1-2 | 3-1 | 4-3 |     | 1-3 | 2-3 | 3-1 | 2-0 | 6-2 | 3-0 | 2-2 |
| Club Ferrol                                                | 2-1 | 5-2 | 2-1 | 3-1 | 2-2 | 3-2 | 3-1 |     | 1-1 | 3-2 | 1-1 | 2-1 | 0-2 | 4-2 |
| Hércules CF                                                | 0-2 | 3-1 | 4-3 | 2-0 | 1-0 | 5-0 | 3-0 | 6-1 |     | 6-1 | 1-0 | 3-1 | 2-0 | 1-2 |
| CD Majorque                                                | 3-1 | 2-0 | 4-2 | 0-1 | 2-3 | 2-0 | 3-1 | 1-1 | 3-1 |     | 2-1 | 5-2 | 3-1 | 0-0 |
| Real Sociedad                                              | 4-0 | 5-1 | 2-1 | 4-3 | 2-0 | 3-1 | 4-1 | 7-1 | 0-0 | 1-1 |     | 4-2 | 1-1 | 3-1 |
| Real Santander SD                                          | 1-1 | 3-1 | 3-0 | 2-2 | 2-1 | 1-1 | 5-1 | 8-1 | 1-4 | 6-2 | 5-3 |     | 6-0 | 4-1 |
| Saragosse CF                                               | 1-4 | 3-1 | 7-1 | 2-0 | 4-1 | 5-1 | 4-0 | 3-1 | 0-1 | 3-2 | 2-1 | 2-1 |     | 3-2 |
| Xerez Club (es)                                            | 1-4 | 2-0 | 4-2 | 4-2 | 3-0 | 3-2 | 1-0 | 5-0 | 3-0 | 2-0 | 1-1 | 4-3 | 2-2 |     |
| - Victoire à domicile - Match nul - Victoire à l'extérieur |     |     |     |     |     |     |     |     |     |     |     |     |     |     |

### Barrages de promotion / relégation

#### Primera División / Segunda División
À la fin de la saison, le 12e de Primera División affronte le 3e de Segunda División en un match unique disputé à Madrid, le vainqueur obtient sa place en Primera División 1945-1946 et le perdant obtient sa place en Segunda División 1945-1946.
| 17 juin 1945 | Grenade CF (D1) | 1 – 4   | (D2) Celta de Vigo                          | Stadium Metropolitano, Madrid     |                                   |
|              | Nicola 76e      | (0 – 1) | 33e Fuentes · 46e 75e Pahiño · 79e Venancio | Arbitrage : Plácido González Díaz | Arbitrage : Plácido González Díaz |
|              | Rapport         |         |                                             | Arbitrage : Plácido González Díaz | Arbitrage : Plácido González Díaz |

Le Grenade CF est relégué en Segunda División et le Celta de Vigo est promu en Primera División.

#### Segunda División / Tercera División
À la fin de la saison, le 12e de Segunda División affronte le 3e de la phase de promotion de Tercera División en un match unique disputé à Madrid, le vainqueur obtient sa place en Segunda División 1945-1946 et les perdant obtient sa place en Tercera División 1945-1946.
| 24 juin 1945 | CD Constancia (D2) | 2 – 3   | (D3) RCD Córdoba (es)             | Stade de Chamartín, Madrid   |                              |
|              | Sanz 46e 55e       | (0 – 0) | 58e Yeto · 78e Muñiz · 82e Moreno | Arbitrage : Placido González | Arbitrage : Placido González |
|              | Rapport            |         |                                   | Arbitrage : Placido González | Arbitrage : Placido González |

Le CD Constancia est relégué en Tercera División et le RCD Córdoba (es) est promu en Segunda División.

## Bilan de la saison
| Championnat d'Espagne de football de deuxième division 1944-1945 |                           |
| Champion                                                         | CD Alcoyano (1er titre)   |
| Dauphin                                                          | Hércules CF               |
| Promotions et relégations                                        |                           |
| Promus en Primera División                                       | CD Alcoyano               |
| Promus en Primera División                                       | Hércules CF               |
| Promus en Primera División                                       | Celta de Vigo             |
| Relégués en Segunda División                                     | Grenade CF                |
| Relégués en Segunda División                                     | CD Sabadell               |
| Relégués en Segunda División                                     | RCD Coruña                |
| Promus en Segunda División                                       | Gimnástico de Tarragone   |
| Promus en Segunda División                                       | UD Salamanque             |
| Promus en Segunda División                                       | RCD Córdoba (es)          |
| Relégués en Tercera División                                     | CD Constancia             |
| Relégués en Tercera División                                     | Cultural Leonesa          |
| Relégués en Tercera División                                     | CD Baracaldo Altos Hornos |